# Densymetria
Densymetria - zbiór technik pomiaru gęstości cieczy i ciał stałych.
Do technik tych zalicza się:
- piknometrię
- metodę hydrostatyczną
- areometrię
- wolumetrię

Bardzo popularne w badaniu rzeczywistej gęstości ciał stałych są metody wolumetryczne, wykorzystujące gaz zapełniający także niewielkie pory - w szczególności densymetria helowa.